# علی مدد
علی مدد، روستایی از توابع بخش مرکزی شهرستان هیرمند در استان سیستان و بلوچستان ایران است.

## جمعیت
این روستا در دهستان صیدنظری‌علیا قرار دارد و براساس سرشماری مرکز آمار ایران درسال۱۳۹۵، جمعیت آن ۳۴۵ نفر (۱۷خانوار) بوده‌است.